# Fudbalski klub Vojvodina 2011-2012
Questa voce raccoglie le informazioni riguardanti il Fudbalski klub Vojvodina nelle competizioni ufficiali della stagione 2011-2012. 

## Rosa
| N. |                                 | Ruolo | Calciatore          |
| -- | ------------------------------- | ----- | ------------------- |
| 1  | Serbia (bandiera)               | P     | Budimir Janošević   |
| 3  | Serbia (bandiera)               | D     | Vladimir Branković  |
|    | Serbia (bandiera)               | D     | Đorđe Jokić         |
| 5  | Macedonia del Nord (bandiera)   | D     | Daniel Mojsov       |
| 6  | Serbia (bandiera)               | D     | Branislav Trajković |
| 7  | Montenegro (bandiera)           | A     | Petar Škuletić      |
| 8  | Serbia (bandiera)               | C     | Goran Smiljanić     |
| 9  | Serbia (bandiera)               | A     | Brana Ilić          |
| 10 | Guinea-Bissau (bandiera)        | A     | Moreira             |
| 11 | Serbia (bandiera)               | C     | Slobodan Novaković  |
| 13 | Serbia (bandiera)               | C     | Vuk Mitošević       |
| 14 | Camerun (bandiera)              | A     | Aboubakar Oumarou   |
| 16 | Bosnia ed Erzegovina (bandiera) | C     | Miroslav Stevanović |

| N. |                                 | Ruolo | Calciatore         |
| -- | ------------------------------- | ----- | ------------------ |
| 20 | Serbia (bandiera)               | C     | Marko Ljubinković  |
| 22 | Serbia (bandiera)               | D     | Miroslav Vulićević |
| 26 | Serbia (bandiera)               | D     | Vladimir Kovačević |
| 27 | Bosnia ed Erzegovina (bandiera) | P     | Nemanja Supić      |
| 28 | Nigeria (bandiera)              | C     | Nnaemeka Ajuru     |
| 31 | Serbia (bandiera)               | D     | Vladan Pavlović    |
|    | Serbia (bandiera)               | C     | Aleksandar Katai   |
|    | Serbia (bandiera)               | D     | Milovan Milović    |
|    | Serbia (bandiera)               | A     | Milan Bojović      |
|    | Serbia (bandiera)               | C     | Marko Poletanović  |
|    | Montenegro (bandiera)           | A     | Marko Kordić       |